# Treviso Foot-Ball Club 1923-1924
Questa voce raccoglie le informazioni riguardanti il Treviso Foot-Ball Club nelle competizioni ufficiali della stagione 1923-1924.

## Stagione
Il campionato 1923-1924 vede la retrocessione del Treviso in Terza Divisione decretato dopo il sesto posto in campionato e lo spareggio con il Petrarca: sconfitta 3-1 a Padova e pareggio per 1-1 a Treviso nel ritorno.

## Statistiche di squadra
| Competizione      | Punti | In casa | In casa | In casa | In casa | In casa | In casa | In trasferta | In trasferta | In trasferta | In trasferta | In trasferta | In trasferta | Totale | Totale | Totale | Totale | Totale | Totale | DR |
| Competizione      | Punti | G       | V       | N       | P       | Gf      | Gs      | G            | V            | N            | P            | Gf           | Gs           | G      | V      | N      | P      | Gf     | Gs     | DR |
| ----------------- | ----- | ------- | ------- | ------- | ------- | ------- | ------- | ------------ | ------------ | ------------ | ------------ | ------------ | ------------ | ------ | ------ | ------ | ------ | ------ | ------ | -- |
| Seconda Divisione | 12    | 14      | 5       | 2       | 7       | 22      | 23      | ?            | ?            | ?            | ?            | ?            | ?            | ?      | ?      | ?      | ?      | ?      | ?      |    |
| Spareggi          |       | 2       | 0       | 1       | 1       | 2       | 4       | 1            | 0            | 1            | 0            | 1            | 1            | 1      | 0      | 0      | 1      | 1      | 3      | -2 |
| Totale            |       | 16      | 5       | 3       | 8       | 24      | 27      | ?            | ?            | ?            | ?            | ?            | ?            | ?      | ?      | ?      | ?      | ?      | ?      |    |